# Långtjärnen (Lycksele socken, Lappland, 717521-161687)
Långtjärnen är en sjö i Lycksele kommun i Lappland och ingår i Öreälvens huvudavrinningsområde.